# Mulligan Meets Monk
Mulligan Meets Monk è un album in studio del pianista e compositore statunitense Thelonious Monk e del sassofonista statunitense Gerry Mulligan, pubblicato nel 1957.

## Tracce
Side 1
1. 'Round Midnight (Monk, Cootie Williams, Bernie Hanighen) – 8:29
2. Rhythm-a-Ning (Monk) – 5:19
3. Sweet and Lovely (Gus Arnheim, Jules LeMare, Harry Tobias) – 7:17

Side 2
1. Decidedly (Gerry Mulligan) – 5:54
2. Straight, No Chaser (Monk) – 7:00
3. I Mean You (Monk, Coleman Hawkins) – 6:53

## Formazione
- Thelonious Monk – piano
- Gerry Mulligan – sassofono baritono
- Wilbur Ware – contrabbasso
- Shadow Wilson – batteria